# Broedreductie

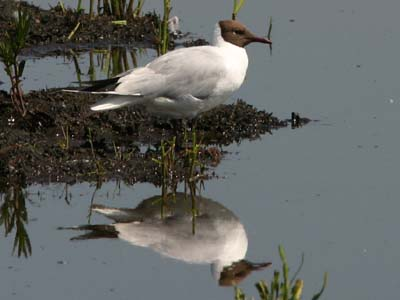
Kokmeeuw

In een legsel waar jongen asynchroon uitkomen, vindt soms broedreductie plaats. Dit is het sterven van de laatst uitgekomen jongen door voedselgebrek. Dit verlies van één of twee van de kleinste (= zwakste) jongen is voor de voortplanting gunstiger dan een volledige fatale afzwakking van het broedsel. Broedreductie treedt frequent op bij soorten die afhankelijk zijn van sterk fluctuerende voedselbronnen.
Voorbeelden:
- de meeste roofvogels en uilen
- kokmeeuw
- reigersoorten